# Oreopanax flaccidus
Oreopanax flaccidus är en araliaväxtart som beskrevs av Élie Marchal. Oreopanax flaccidus ingår i släktet Oreopanax och familjen Araliaceae. Inga underarter finns listade.